# Zlodol
Zlodol (en serbe cyrillique : Злодол) est un village de Serbie situé dans la municipalité de Bajina Bašta, district de Zlatibor. Au recensement de 2011, il comptait 319 habitants.

## Démographie
| 1948  | 1953  | 1961  | 1971 | 1981 | 1991 | 2002 | 2011 |
| ----- | ----- | ----- | ---- | ---- | ---- | ---- | ---- |
| 1 064 | 1 086 | 1 028 | 943  | 803  | 563  | 419  | 319  |

|  |